# Scapté Hylé
 (août 2019).
Scapté Hylé (en grec ancien : Σκαπτὴ Ὕλη), est un lieu de la Grèce antique, en Thrace, près d'Abdère et de l'île de Thasos. D'après Hérodote, il s'y trouvait des mines d'or et d'argent, propriété de la famille de Thucydide.

## Sources
Cet article comprend des extraits du Dictionnaire Bouillet. Il est possible de supprimer cette indication, si le texte reflète le savoir actuel sur ce thème, si les sources sont citées, s'il satisfait aux exigences linguistiques actuelles et s'il ne contient pas de propos qui vont à l'encontre des règles de neutralité de Wikipédia.